# Jozef-Ernest Van Roey

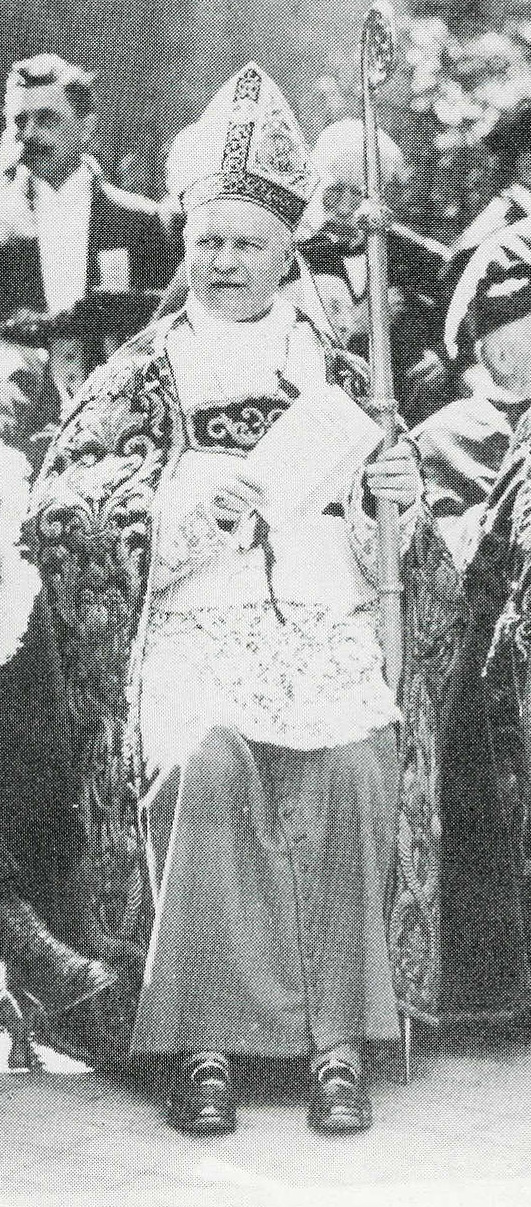
Kardinal van Roey (1929)

Jozef-Ernest Kardinal Van Roey (* 13. Januar 1874 in Vorselaar, Belgien; † 6. August 1961 in Mecheln) war Erzbischof von Mecheln.

## Leben

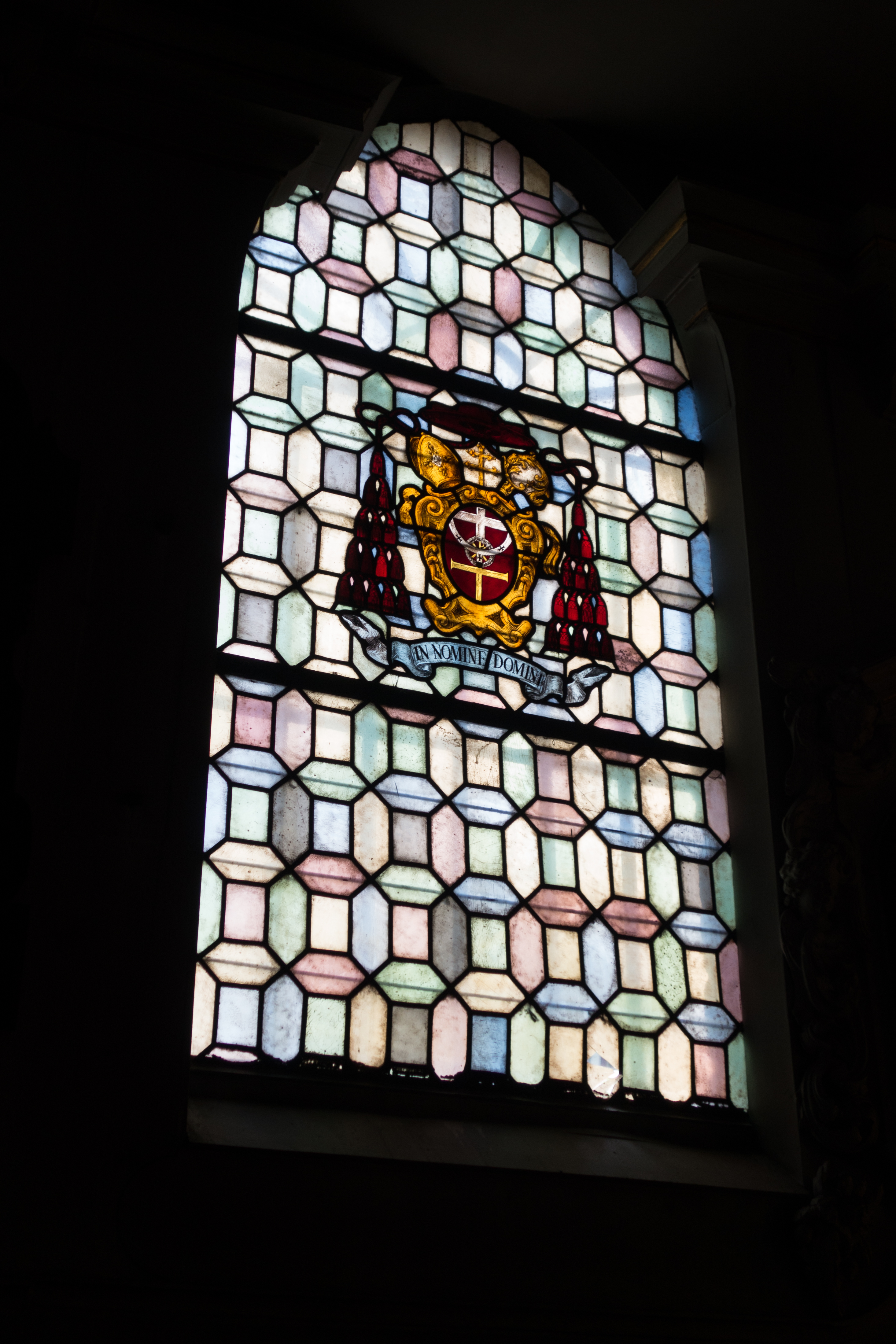
Kardinalswappen mit Wahlspruch In nomine Domini (Kirchenfenster)

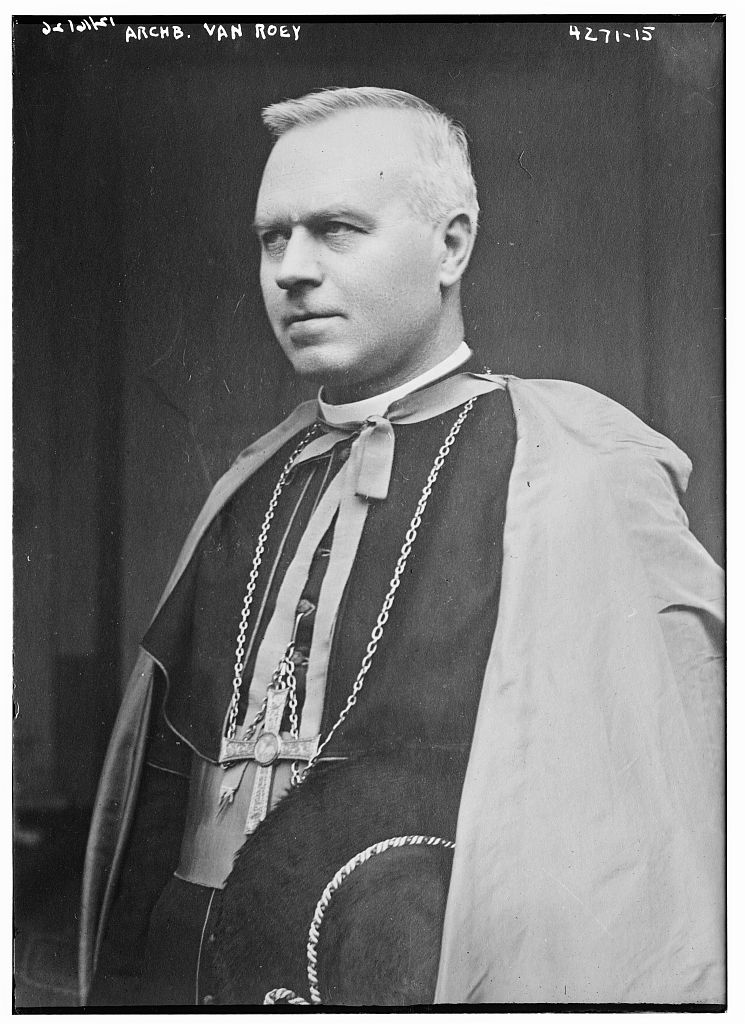
Jozef-Ernest van Roy als Erzbischof von Mecheln (ca. 1926)

Jozef-Ernest Van Roey wuchs in einer bäuerlichen Familie auf. Er besuchte das Kleine Seminar in Mechelen. Danach studierte er Philosophie und Theologie am Priesterseminar von Mechelen und an der Katholischen Universität Löwen. Er empfing am 18. September 1897 das Sakrament der Priesterweihe und arbeitete nach Abschluss weiterführender Studien von 1901 bis 1905 als Dozent am Collège Américain in Löwen, dem Priesterseminar zur Ausbildung europäischer, vor allem belgischer Priester für die Mission in Nordamerika. Von 1905 bis 1907 lehrte er an der Universität Löwen. 1907 erhielt er die Ernennung zum Ehrenkanoniker von Mecheln und die Berufung zum Generalvikar.
Am 12. März 1926 wurde Jozef-Ernest Van Roey von Papst Pius XI. zum Erzbischof von Mecheln ernannt. Die Bischofsweihe spendete ihm am 25. April 1926 der Apostolische Nuntius in Belgien, Erzbischof Clemente Micara; Mitkonsekratoren waren der Bischof von Brügge, Gustavus Josephus Waffelaert, und der Bischof von Tournai, Gastone Antonio Rasneur. Sein Wahlspruch lautete In nomine Domini.
Papst Pius XI. ernannte ihn am 12. September 1929 zum ersten Großprior und Statthalter der 1926 gegründeten belgischen Statthalterei des Ritterordens vom Heiligen Grab zu Jerusalem mit Sitz an der Kathedrale Notre-Dame du Sablon/Onze-Lieve-Vrouw ten Zavel in Brüssel.
Bereits am 20. Juni 1927 nahm ihn Papst Pius XI. als Kardinalpriester mit der Titelkirche Santa Maria in Ara Coeli in das Kardinalskollegium auf. Sowohl 1939 als auch 1958 nahm Jozef-Ernest Van Roey am Konklave teil. Während des Krieges zeigte er sich als starker Gegner der Nazis und half, Juden zu retten. Er tat dies teilweise in Zusammenarbeit mit der damaligen Königin Elisabeth. Nach dem Krieg verbot er Katholiken die Mitgliedschaft im Flämischen Nationalverband.
1953 gab er den Anstoß zur Gründung des Collegium Pro America Latina Leuven (COPAL, niederländisch: College voor Latijns-Amerika) an der Katholieke Universiteit Leuven.
Jozef-Ernest Van Roey wurde in der Kathedrale von Mecheln beigesetzt.